# 터널굴착기

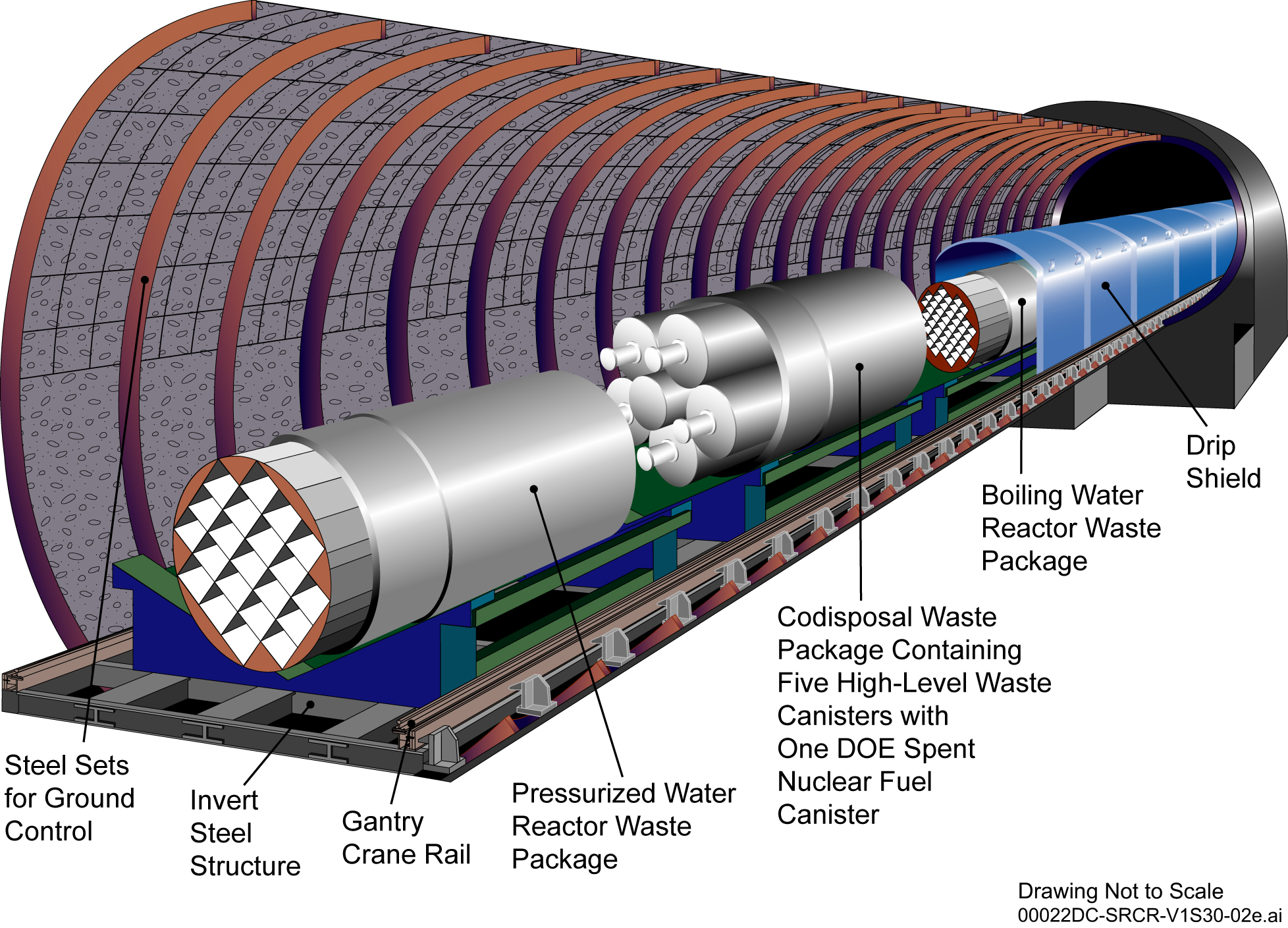
유카산 핵폐기물 보관소의 제안된 3가지 폐기물 패키지를 보여주는 다이어그램

터널굴착기(tunnel boring machine, TBM) 또는 터널 전단면 굴착기는 수평으로 터널을 굴착하는 기계로, 작은 것은 4m, 큰 것은 일반 건물 4층 정도 높이에 달하는 것도 있다. 
기계 앞에 달린 원판 모양의 톱니로 토양과 암반을 깎으면서 터널 구간을 만들기 때문에 발파 공법보다 진동 및 소음이 적은 장점이 있다. 
그러나 장비 및 유지보수비용이 고가인데다, 지층 변화 대비에 곤란하며, 굴착 노선이 제한적인 단점이 있다.
| - 굴착 작업 안전 - 주변 지반 이완이 적음 - 복공 두께 감소 | - 장비 및 유지보수비용 고가 - 굴착 노선이 제한적(직선 방향으로만 굴착 가능) - 지층 변화 대비에 어려움 |

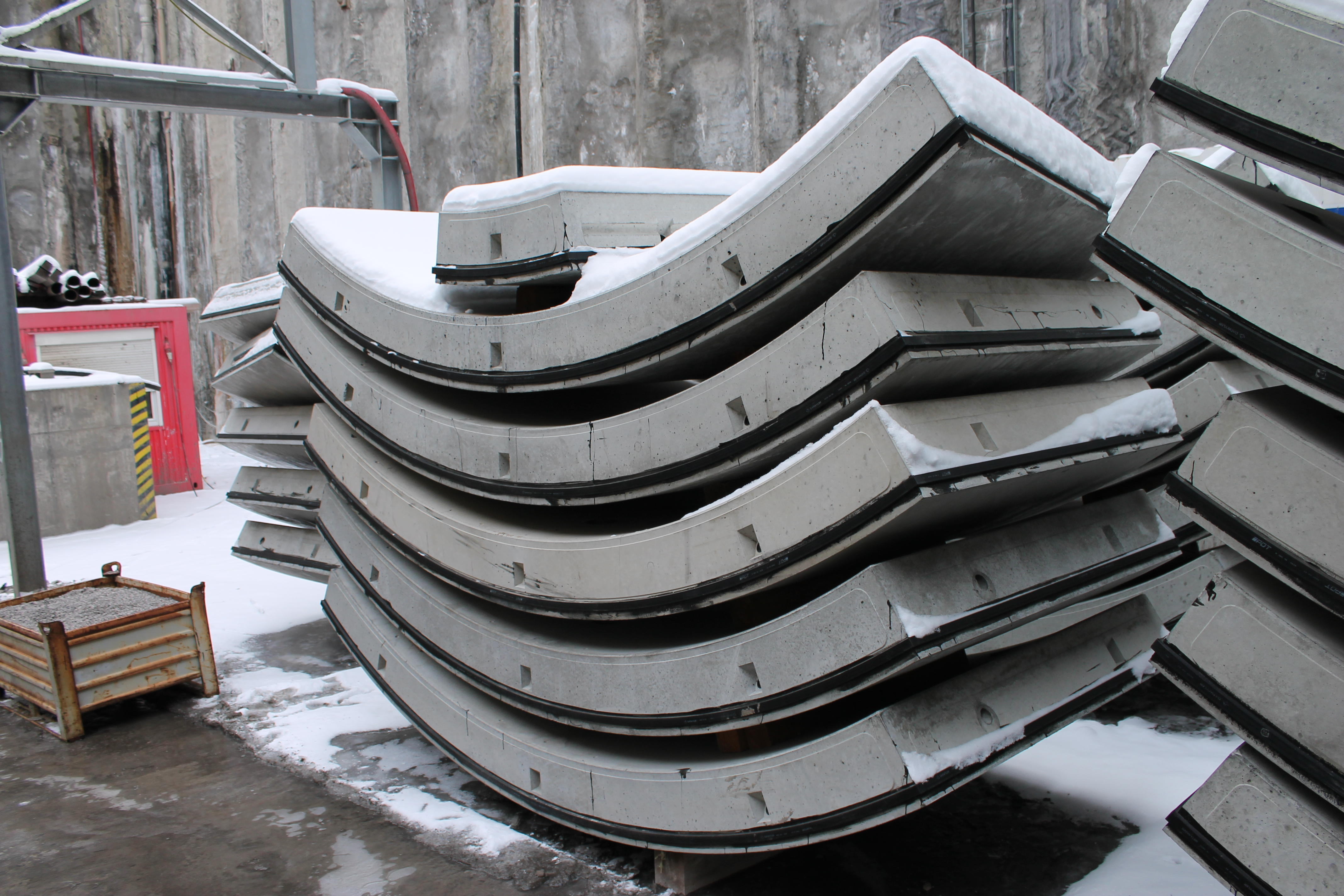
굴착 후 터널 벽면에 붙일 복공 콘크리트 조각을 쌓아둔 모습

## 같이 보기
- 굴착기

## 터널굴착기(TBM) 이외의 터널 굴착공법
- ASSM(American Steel Support Method)공법
- NMT(Norwegian Method of Tunnelling)공법
- 침매터널
- NATM 공법

## 참고 자료
- 박영태 (2019). 《토목기사 실기》. 세진사.